# Ивлев, Сергей Иванович
Сергей Иванович Ивлев (род. 10 ноября 1973 или 11 октября 1973, Челябинск) — советский и российский хоккеист, нападающий. Мастер спорта России.

## Биография
Воспитанник школы клуба ЧИМЭСХ, тренер Сергей Манько. Начинал играть в команде первой лиги «Металлург» / «Мечел» Челябинск (1989/90 — 1991/92). Выступал за клубы «Металлург» и «Металлург-2» (Магнитогорск, 1994/95 — 1995/96), «Трактор» и «Надежда» (Челябинск, 1995/96), «Нефтехимик» и «Нефтехимик-2» (Нижнекамск), «УралАЗ» Миасс (все — 1997/98), «Кристалл» и «Кристалл-2» (Электросталь, 1998/99), «Носта — Южный Урал» Новотроицк — Орск (1999/2000).
В МХЛ — РХЛ провёл 4 сезона. Бронзовый призёр МХЛ 1994/95.